# دودسیل‌بنزن
دودسیل‌بنزن (به انگلیسی: Dodecylbenzene) با فرمول شیمیایی C۱۸H۳۰ یک ترکیب شیمیایی است. که جرم مولی آن ۲۴۶٫۴۳ g/mol می‌باشد. شکل ظاهری این ترکیب، مایع بی‌رنگ است.